# Clytia crenata
Clytia crenata är en nässeldjursart som beskrevs av Mammen 1965. Clytia crenata ingår i släktet Clytia och familjen Campanulariidae.
Artens utbredningsområde är Indiska oceanen. Inga underarter finns listade i Catalogue of Life.